# Leslie Charles Leach
Leslie (Larry) Charles Leach  ( 18 de noviembre de 1909 - 18 de julio de 1996 ) fue un botánico estadounidense-rodesiano.
Se destacó por su especialización en la familia Euphorbiaceae.

## Honores
En 1988 es galardonado con el Cactus d'Or otorgado por la "International Organization for Succulent Plant Study".

### Eponimia
Géneros
- (Asclepiadaceae) Larryleachia Plowes[1]

- (Asclepiadaceae) Leachiella Plowes[2]

Especies
- (Adiantaceae) Cheilanthes leachii (Schelpe) Schelpe[3]

- (Aloaceae) Aloe leachii Reynolds[4]

- (Asclepiadaceae) Echidnopsis leachii Lavranos[5]

- (Asteraceae) Hieracium leachii M.Peck[6]

- (Crassulaceae) Crassula leachii R.Fern.[7]

- (Monimiaceae) Kibara leachii Philipson[8]

- (Orchidaceae) Eulophia leachii Greatrex ex A.V.Hall[9]

- (Sterculiaceae) Dombeya leachii Wild[10]

- La abreviatura «L.C.Leach» se emplea para indicar a Leslie Charles Leach como autoridad en la descripción y clasificación científica de los vegetales.[11]